# Edmond Fuchs

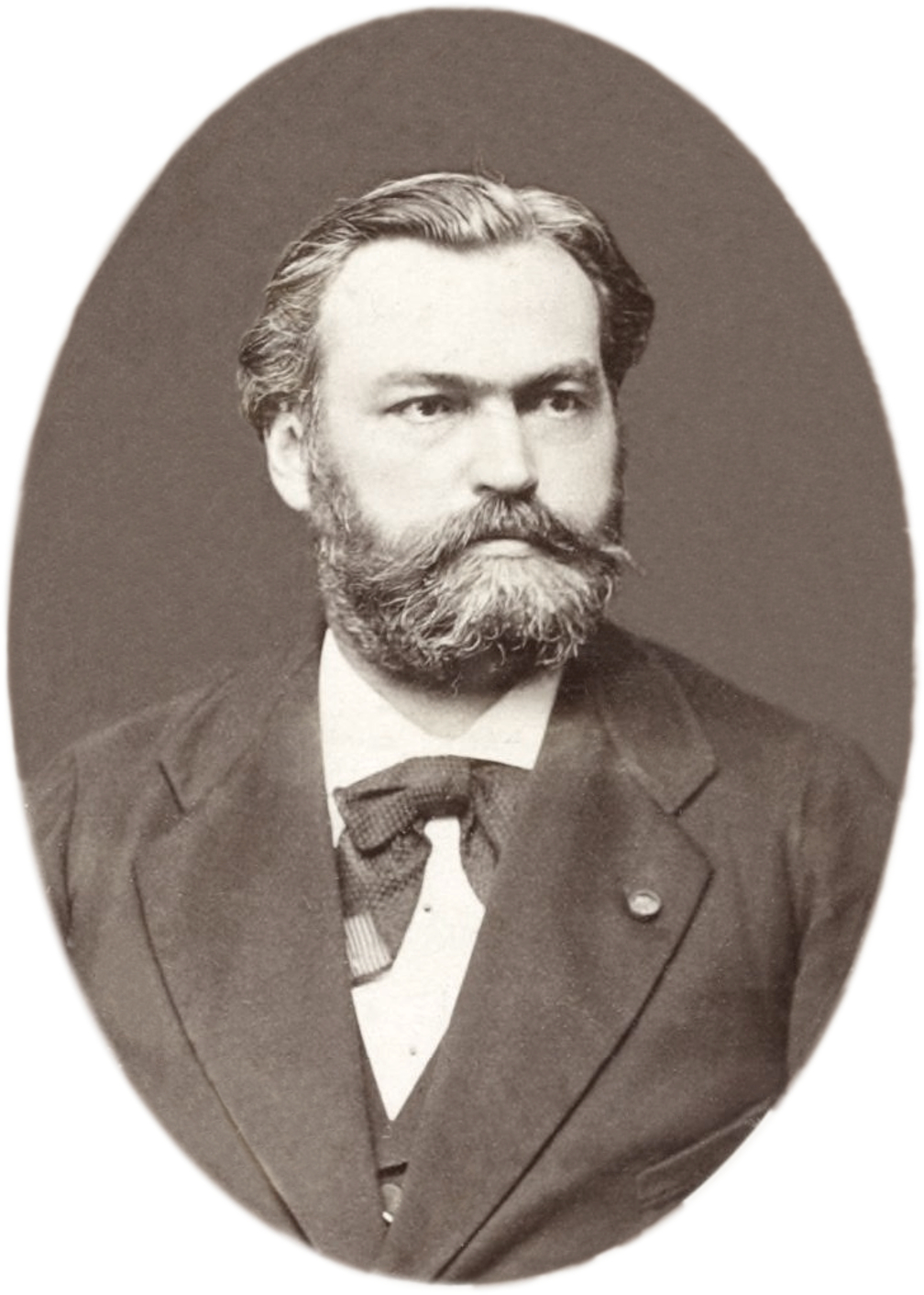
Edmond Fuchs im Jahr 1882

Philippe-Jacques-Edmond Fuchs (* 1. April oder 1. August 1837 in Straßburg; † 7. September 1889 in Paris) war ein französischer Geologe, Ingénieur du Corps des mines und Forschungsreisender.

## Leben
Edmond Fuchs entstammte einer elsässischen Familie und wuchs im französischen Straßburg auf, wo er das prestigeträchtige protestantische Gymnasium besuchte. Im Anschluss studierte er ab 1856 an der Polytechnique in Paris, die er 1858 als Zweitbester seines Jahrgangs abschloss. Er wechselte nun auf die École des Mines, an der er geologische, mineralogische und metallurgische Themen studierte. Nach Abschluss seiner Studien 1861, verbunden mit der Ernennung zum Ingenieur, verblieb er als Lehrperson an der Hochschule und wurde bereits im Jahr darauf Professor für Darstellende Geometrie und Topographie. 1879 sollte er den Lehrstuhl für angewandte Geologie erhalten. 1863 heiratete er Henriette Ledoux. Das Paar bekam vier Kinder, von denen Élisabeth wegen ihres gesellschaftlichen Engagements bekannt wurde.
Neben seinen Lehrtätigkeiten unterstützte Fuchs in den folgenden Jahren Élie de Beaumont bei der Erstellung und Ergänzung der präzisen geologischen Karte Frankreichs und führte diese Aufgabe nach dessen Tod federführend fort. 1867 gehörte er zum Organisationskomitee der Weltausstellung in Paris und wurde dafür zum Ritter der Ehrenlegion ernannt.
Im Deutsch-Französischen Krieg meldete sich Fuchs im Dezember 1870 als Freiwilliger und diente in der Loirearmee unter Jauréguiberry. Für seine Leistungen in der Schlacht bei Le Mans wurde er in der Ehrenlegion zum Offizier befördert. Die französische Niederlage führte zum Verlust seiner Heimat; auch sein Elternhaus wurde bei der Bombardierung von Straßburg zerstört.
Bekannt wurde Edmond Fuchs vor allem für seine zahlreichen Forschungsexpeditionen, die ihn in nahezu alle Teile der Welt führten. Einige dieser Unternehmungen führte er auf eigene Faust durch, meist wurde er jedoch von Bergbau-Unternehmen oder vom französischen Staat beauftragt, nach Kohle- und Metallvorkommen in Übersee zu suchen. Bereits als Student hatte Fuchs zwei umfangreiche Reisen durch Europa unternommen (die ihn bis zum Nordkap und auf die Krim führten) und unterwegs zahlreiche Minen und metallverarbeitende Betriebe besichtigt. Seine späteren Expeditionen führten ihn innerhalb Europas nach Schweden-Norwegen, Belgien, Italien, Spanien, Portugal, Österreich-Ungarn, Rumänien und zu den Bergwerken Preußens und Sachsens. 1870 reiste er nach Chile, wo er die Atacamawüste besuchte und aufgrund des Kriegsausbruchs eine geplante Andenüberquerung abbrach. Die Jahre 1873 und 1874 verbrachte Fuchs im Regierungsauftrag größtenteils in Tunesien und Algerien; hier widmete er sich der geologischen Erforschung der Sahara, immer verbunden mit der Suche nach nutzbaren Rohstoffvorkommen. Fuchs untersuchte auch vor Ort, inwieweit der von Roudaire vorgeschlagene Plan, durch einen durch Tunesien verlaufenden Kanal die unter dem Meeresspiegel liegenden Gebiete der Sahara zu fluten und somit ein Binnenmeer zu schaffen, technisch umsetzbar wäre. 1877 reiste er an den Ural.
In späteren Jahren wurde sein Schüler Edouard-Emile Saladin, ein angehender Metallurg, sein Assistent. Gemeinsam reisten die beiden 1881–1882 nach Kambodscha und Tonkin in Südostasien. In Tonkin, dass formal Teil des vietnamesischen Reichs war, faktisch aber von den Schwarzen Flaggen beherrscht wurde, suchten Fuchs und Saladin nach Bodenschätzen und fanden umfangreiche Kohlevorkommen in Ost-Tonkin. Fuchs’ Bericht über diese Vorkommen und deren leichte wirtschaftliche Ausbeutungsmöglichkeit waren die Hauptursache für die militärische Eroberung Tonkins im Jahr darauf und den daraus resultierenden Krieg gegen China. Kurz zuvor war bereits Tunesien durch Frankreich erobert worden, auch hier hatten Fuchs’ geologische Berichte vermutliche eine Rolle gespielt.
1885 und 1888 reiste Edmond Fuchs zweimal in die Vereinigten Staaten und nach Mexiko. Im Jahr darauf starb er an einer Lungenentzündung im Alter von 52 Jahren. Er war Träger zahlreicher Orden und Ehrenzeichen, neben Offizier der Ehrenlegion war er auch Officier de l’Instruction publique, Großoffizier des Königlichen Ordens von Kambodscha und des tunesischen Nischan-el-Iftikhar-Ordens, Kommandeur des italienischen Mauritius-und-Lazarus-Ordens, des spanischen Ordens Isabellas der Katholischen, des portugiesischen Christusordens, des Ordens der Krone von Rumänien und des Drachenordens von Annam, sowie Ritter des schwedischen Wasaordens und des preußischen Adlerordens.